# Formica sibylla
Formica sibylla är en myrart som beskrevs av Wheeler 1913. Formica sibylla ingår i släktet Formica och familjen myror. Inga underarter finns listade i Catalogue of Life.

## Bildgalleri

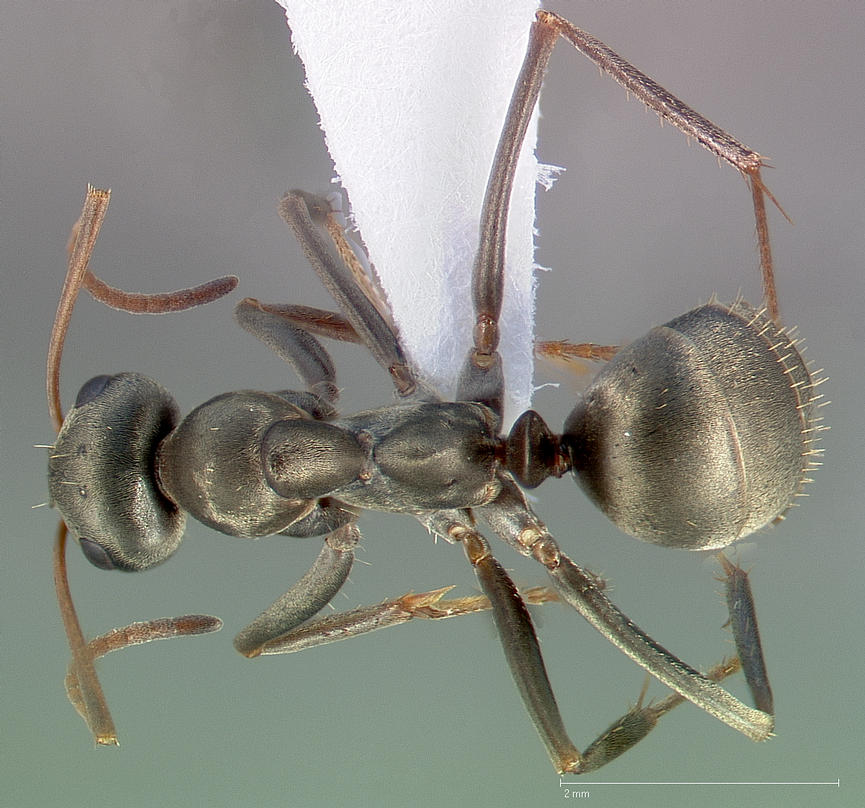
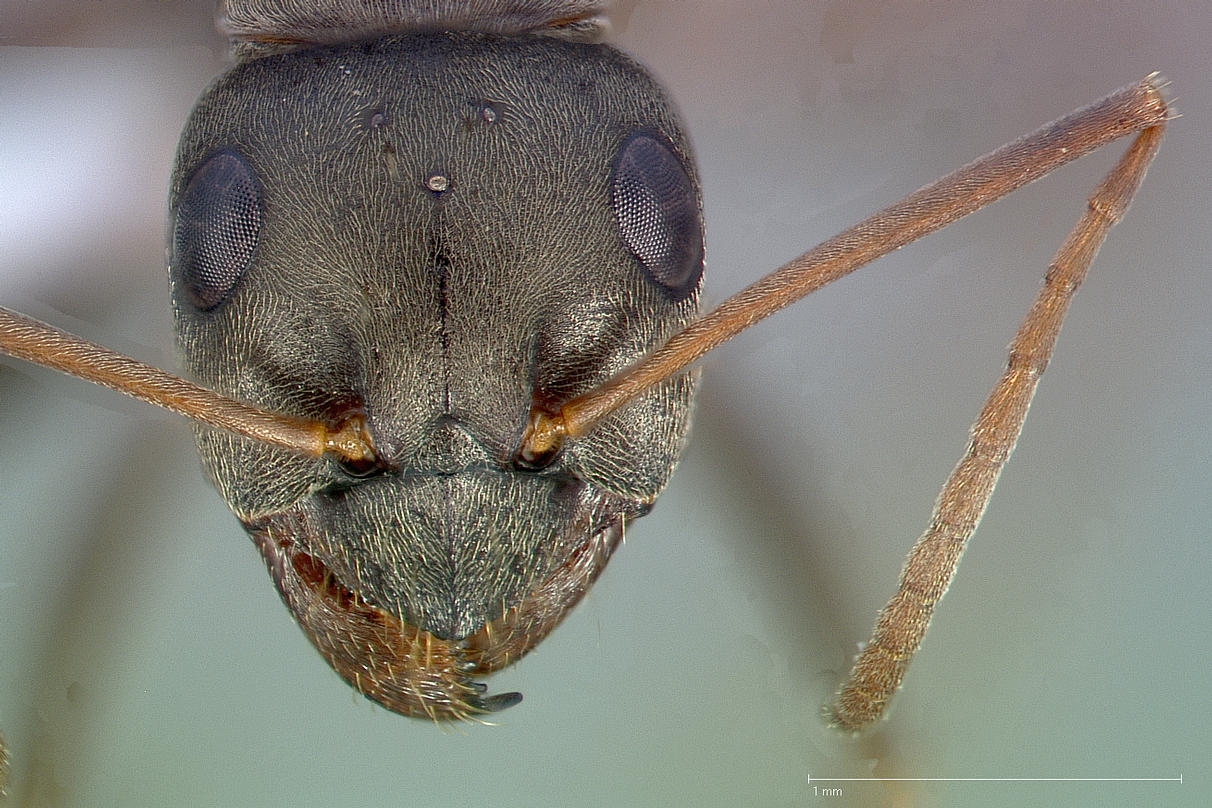
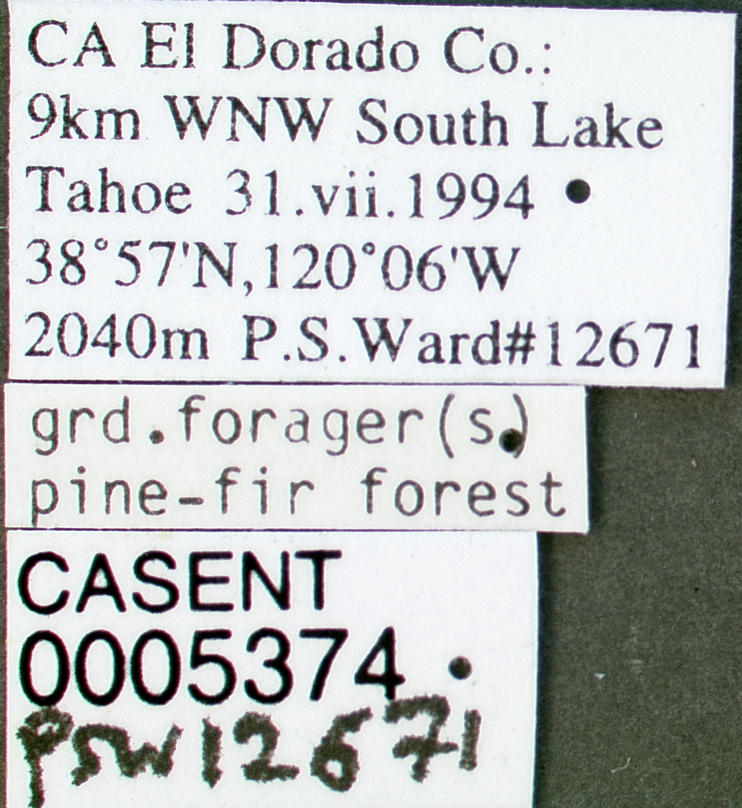
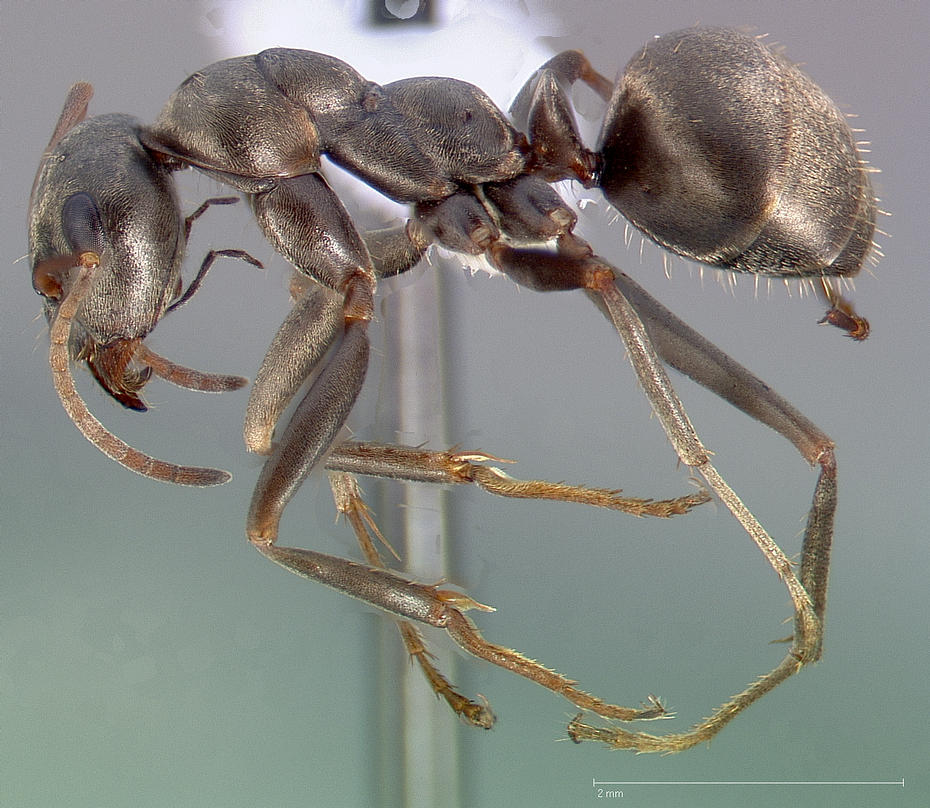